# Залускі (Остроленцький повіт)
Залускі (пол. Załuski) — село в Польщі, у гміні Червін Остроленцького повіту Мазовецького воєводства.
Населення — 71 особа (2011).
У 1975-1998 роках село належало до Остроленцького воєводства.

## Демографія
Демографічна структура станом на 31 березня 2011 року:
|          | Загалом | Допрацездатний вік | Працездатний вік | Постпрацездатний вік |
| -------- | ------- | ------------------ | ---------------- | -------------------- |
| Чоловіки | 33      | 7                  | 21               | 5                    |
| Жінки    | 38      | 8                  | 18               | 12                   |
| Разом    | 71      | 15                 | 39               | 17                   |